# Izabela Lubomirska

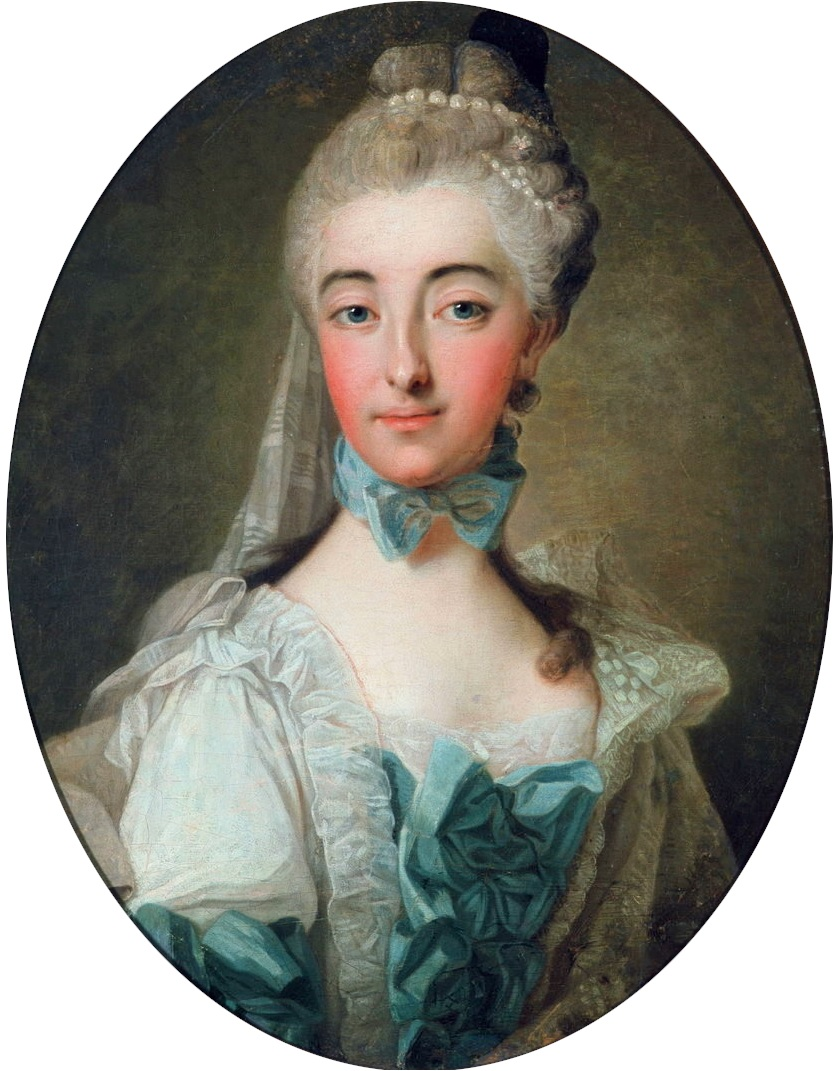
Gemälde der Fürstin etwa von 1767, Alexander Roslin, Öl auf Leinwand

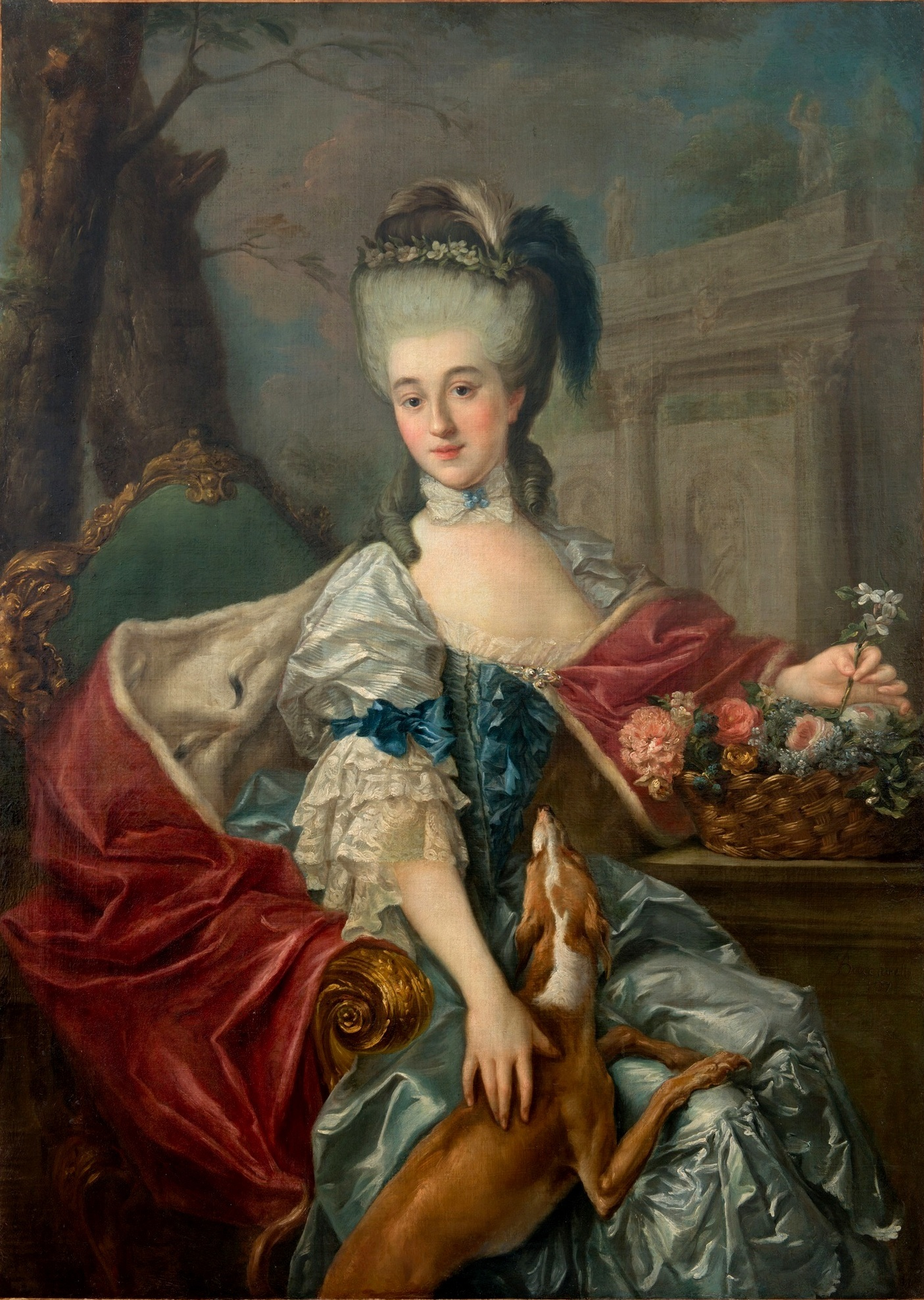
Dieses Ölgemälde der Lubomirska mit einem Greyhound des Malers Marcello Bacciarelli entstand in den 1770er Jahren. Lubomirska trägt hier ein Hochzeitskleid, obwohl sie bereits 20 Jahre vorher geheiratet hatte

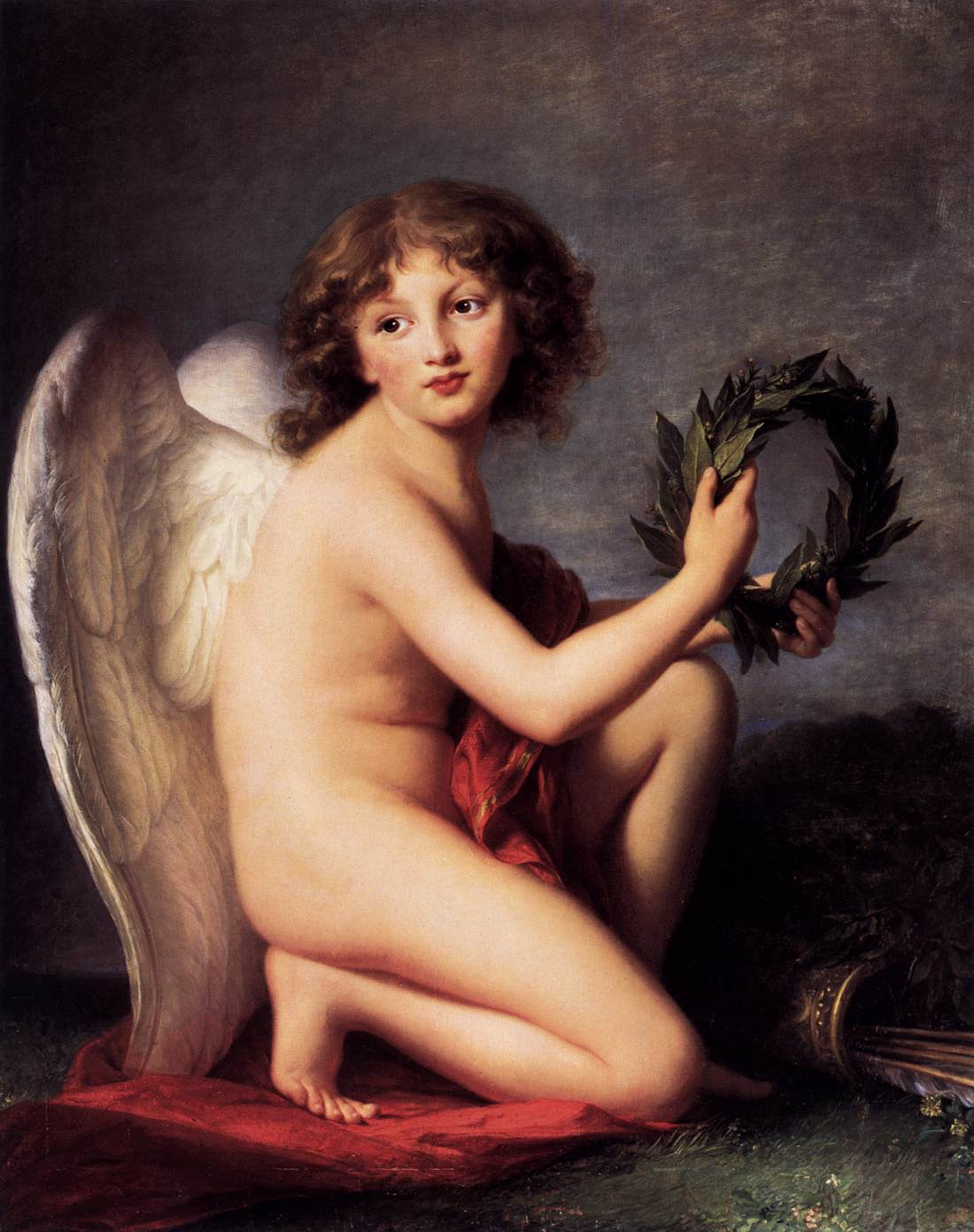
Der geliebte Adoptivsohn Henryk Lubomirski als „Genius des Ruhms“, Élisabeth Vigée-Lebrun, 1789, Öl auf Holz

Elżbieta Izabela Lubomirska (geborene (Prinzessin) Czartoryska; * 21. Mai 1736 in Warschau; † 25. November 1816 in Wien) war eine polnische Fürstin und bedeutende Mäzenin sowie Buch- und Kunstsammlerin im Zeitalter des Rokoko. Unter ihr entstanden verschiedene Paläste (teilweise Umbauten) und Parkanlagen. Sie war politisch interessiert und aktiv; so gewährte sie auf ihrem Besitz in Łańcut einem Teil des französischen Hofes während der Revolutionszeit Schutz. Da sie häufig (und vor allem auf Porträts) hellblaue Kleider trug, wurde sie noch zu Lebzeiten in Polen als „himmelblaue Fürstin“ (polnisch Błękitna Markiza) bezeichnet. Wegen ihrer ausgezeichneten Umgangsformen erhielt sie in der Pariser Gesellschaft auch den Beinamen „Madame l’Etiquette“.

## Leben
Lubomirska stammte aus der polnischen Magnatenfamilie Czartoryski. Ihr Vater, mit dem sie ein liebevolles Verhältnis verband, war der politisch einflussreiche August Aleksander Czartoryski. Ihre Mutter, Maria Zofia Czartoryska (1698–1771), geb. Sieniawska, war in erster Ehe mit Stanisław Ernest Denhoff verheiratet gewesen und gehörte nach dessen Tod zu den reichsten Frauen ihrer Zeit. Unter anderem gehörte ihr die mittelalterliche Burg Tenczyn bei Rudno. Elżbietas Bruder war Adam Kazimierz Czartoryski.
Als junges Mädchen war die spätere Lubomirska mit ihrem Vetter, dem späteren König Stanislaus II. August Poniatowski, eng befreundet. Sie beeinflusste ihn zunächst; nach seiner Thronbesteigung kühlte das Verhältnis jedoch ab und entwickelte sich in späteren Jahren zu einer Gegnerschaft. In seinen Tagebüchern beschreibt Poniatowski die Jugendfreundin.
Am 9. Juni 1753 wurde sie mit Stanisław Lubomirski (1722–1782), einem Großmarschall der Polnischen Krone, verheiratet. Lubomirski war unter anderem Eigentümer von Łańcut, Wiśnicz, Przeworsk und dem Familienpalast in Lemberg. Auch wenn sie ihren Mann nicht liebte, achtete sie ihn. Das Paar hatte vier Töchter: Aleksandra Potocka (1760–1831, Ehefrau von Stanisław Kostka Potocki), Konstancja Małgorzata Rzewuska (1761–1840), Julia Potocka (1766–1794, Ehefrau von Jan Potocki) und Izabela Potocka. Nach dem Tode ihres Vaters im Jahr 1782 erbte Lubomirska das enorme Vermögen der Familie. Im selben Jahr starb auch ihr Ehemann. Von nun an leitete sie die Verwaltung ihres Besitzes selbst. Mit Hilfe der Schwiegersöhne (vor allem Stanisław Kostka Potocki war ihr ein geschätzter Berater) bestimmte sie auch aus dem Ausland über ihre polnischen Besitztümer.
Ihr Adoptivsohn war Henryk Lubomirski, den sie verehrte und mit dem sie viel reiste. Im Gegensatz zu ihren leiblichen Kindern schenkte sie ihm viel Zuneigung und bildete ihn persönlich aus.
Im Jahr 1785 war Lubomirska – bereits als Witwe – in die „Dogrumowa-Intrige“ verwickelt. Nachdem sie in einem Gerichtsverfahren unterlegen war, verließ sie Polen. Sie bereiste Europa (Genf, Neapel, Rom, London), lebte zunächst vorwiegend in Frankreich (wo sie eine enge Freundin der französischen Königin Marie-Antoinette wurde) und während der Französischen Revolution in der Schweiz. Später hielt sie sich überwiegend in Wien auf, wo sie auch starb. Als Todesursache wurde Lungenlähmung angegeben.

### Gesellschaftliche Bedeutung
Aufgrund ihres enormen Reichtums, ihrer Bildung und Großzügigkeit wie auch ihres modisch-gepflegten Auftretens war Lubomirska beliebt in den Salons in Paris, Wien und London wie an Königs- und Fürstenhöfen. Ständig war sie von bedeutenden Künstlern, Wissenschaftlern und auch Politikern der Zeit umgeben. Bei einem Besuch in Karlsbad lernte Johann Wolfgang von Goethe 1785 die Fürstin kennen und war so fasziniert von ihr, dass er seinen Aufenthalt im Kurbad um eine Woche verlängerte. In ihrem Pariser Salon verkehrten unter anderem Thomas Jefferson, Madame de Boufflers sowie die Maler Jean-Baptiste Greuze und Jacques-Louis David. Eine enge polnische Freundin der Fürstin war die jüngere und künstlerisch talentierte Prinzessin Helena Radziwiłł, geb. Przeżdziecki.
Die Fürstin war zeit ihres Lebens umstritten – sie war exzentrisch, wechselhaft veranlagt und hatte depressiv-apathische Phasen; sie konnte außerordentlich großzügig, aber auch selbstsüchtig, gemein und kleinlich sein. Die Bedürftigen auf ihren Gütern unterstützte sie sehr freigiebig. Hier richtete sie auch Schulen und Krankenhäuser ein und finanzierte Ärzte. Behinderten und Alten wurden monatliche Zahlungen angewiesen; oft sorgte sie für die Übernahme von Beerdigungskosten Mittelloser. Sie finanzierte auch die Ausbildung talentierter Künstler (wie bei Józef Brodowski) oder deren Lebensabend (wie beim Maler Louis Marteau).

### Bauherrin
Lubomirska gehörte nach dem Tode des Vaters und des Ehemanns zu den größten Grundbesitzern Polens. Dazu gehörten ihr Dörfer und sogar Städte (wie Wiśnicz und Łańcut). Sie verfügte und unterhielt 19 Residenzen, die vor allem in Polen lagen. Sie reiste ständig und besuchte viele dieser Wohnsitze regelmäßig.
Vorhandene Paläste ließ sie sanieren, um- oder ausbauen. Lubomirska war modernen architektonischen Entwicklungen gegenüber aufgeschlossen, von ihr präferierte Kunststile waren Rokoko und Klassizismus. Sie legte viele Parks in ihren Residenzen an bzw. überformte vorhandene (meist französisch-barocke) im Stil englischer Landschaftsgartengestaltung. Sie gehörte zu den ersten Parkbesitzern in Polen, die diesen Gartenbaustil einführten.

#### Schloss Łańcut
Die Fürstin beauftragte bedeutende Architekten und Künstler der Zeit (Simon Gottlieb Zug, Johann Christian Kamsetzer, Chrystian Piotr Aigner, Fryderyk Bauman (1765/1770–1845) und Vincenzo Brenna), den ererbten Palast aufzustocken und grundlegend umzugestalten. Die ursprüngliche Palazzo-in-fortezza-Anlage wurde zu einem Palast-Park-Komplex umgebaut. Es entstanden die schönsten Räume des Palastes: der Ballsaal, der Große Speisesaal und das Kleine Theater.
Lubomirska trug in Łańcut eine umfangreiche Bibliothek zusammen, die Basis der späteren „Potocki-Bibliothek“, die heute zu den wenigen nach dem Zweiten Weltkrieg erhaltenen Hausbibliotheken polnischer Magnatenfamilien gehört. Der mehrstöckige Bibliothekspavillon in Łańcut wurde von Chrystian Piotr Aigner entworfen. Eine aus über 1500 Bänden bestehende Musikaliensammlung umfasste u. a. Manuskripte und handschriftliche Kopien von Partituren von Giovanni Battista Cimadoro, Giovanni Paisiello, Wolfgang Amadeus Mozart, Marcello Bernardini di Capua und Gioachino Rossini. In Łańcut errichtete Lubomirska auch eine Destillerie, die heute als Polmos Łańcut (der Name der hier produzierten Wodkamarke Biała Dama bezieht sich auf die Tochter von Lubomirska) firmiert.

#### Wilanów-Palast
Den Wilanów-Palast hatte Lubomirska 1778 von ihrer Mutter, Maria Zofia Czartoryska, geerbt. Er war als Residenz für den König Johann III. Sobieski im barocken Stil errichtet worden. In den 1730er Jahren hatte auch August der Starke das Anwesen genutzt. Die Fürstin wollte den Palast einerseits dem Andenken Sobieskis erhalten, ihn aber auch modernisieren. Zunächst ließ sie von ihrer Mutter begonnene Erweiterungsbauten abschließen: ein Badehaus, einen Küchentrakt und ein Wachgebäude (Kordegardia) an der Südseite des Schlosses. Den geplanten Bau dreier ebensolcher Gebäude am Nordflügel verwirklichte sie nicht. Von 1781 bis 1794 ließ sie dann unter Leitung von Simon Gottlieb Zug weitreichende Renovierungs- und Verschönerungsarbeiten durchführen. Diese betrafen vor allem die Innenausstattung des Südflügels, in dem ihre Wohnräume lagen.
Auch die Zufahrt zur Palastanlage wurde neu gestaltet. Die Fürstin ließ drei Alleen anlegen, die symmetrisch auf das Eingangstor zum Vorhof zusammenliefen. Südlich des Palastes wurde auf ihre Anweisung auf dem Grundstück des Sobieski-Gutshofes ein romantischer, englisch-chinesischer Landschaftspark mit künstlich aufgeschütteten Erhebungen angelegt.

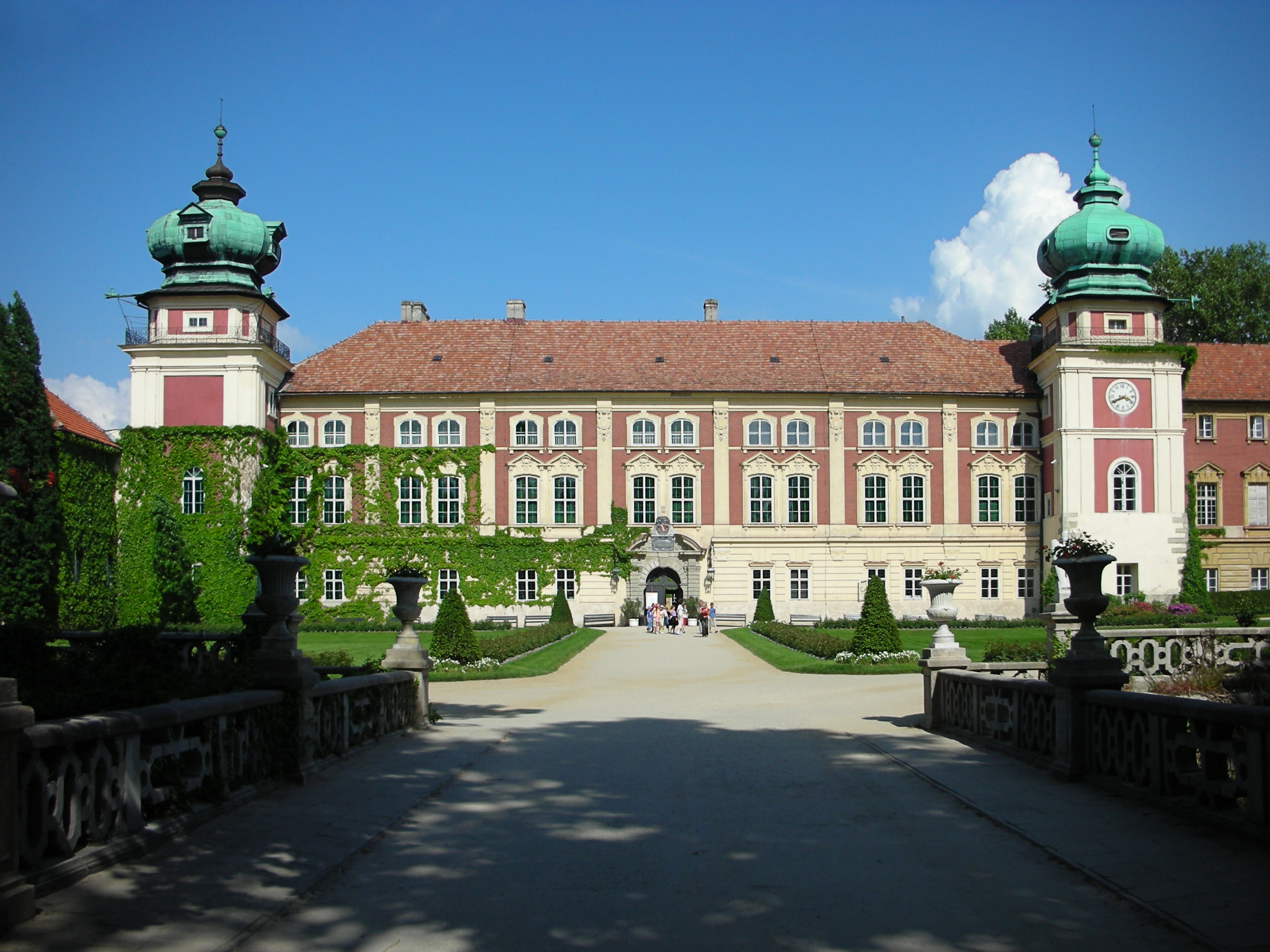
Schloss in Łancut

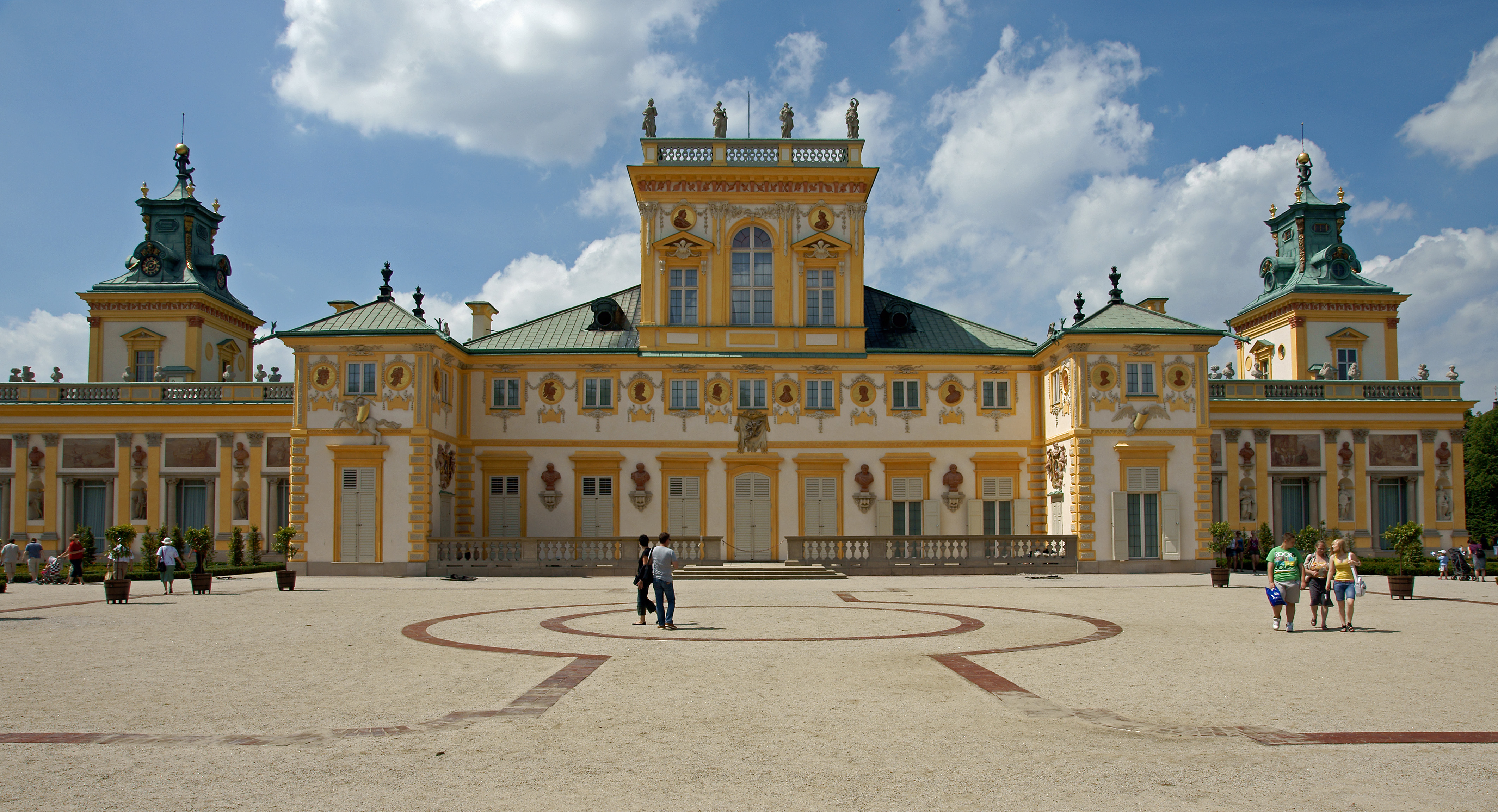
Wilanów-Palast am Warschauer Stadtrand

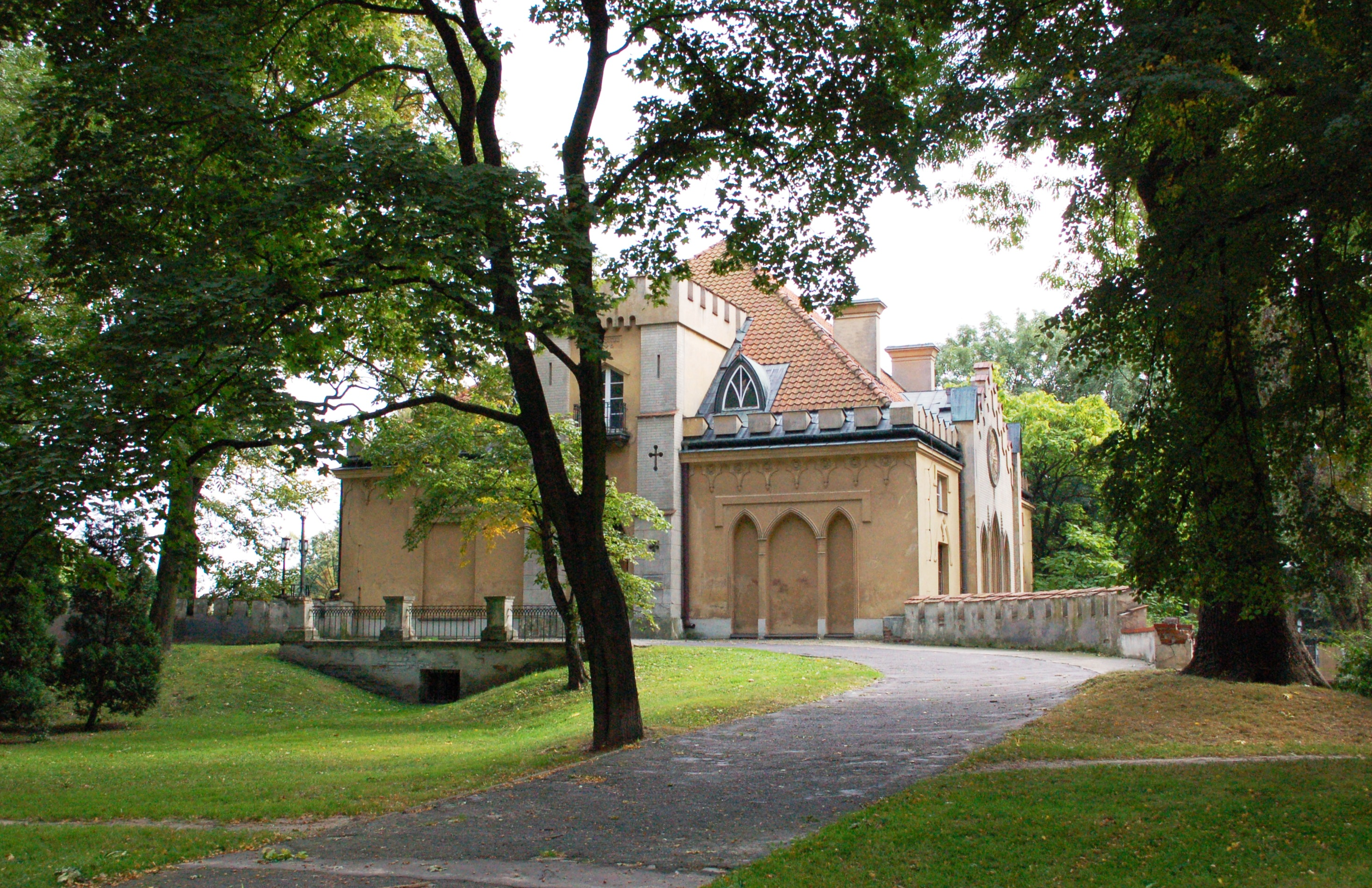
Das später umgestaltete Palais in Warschau-Mokotów

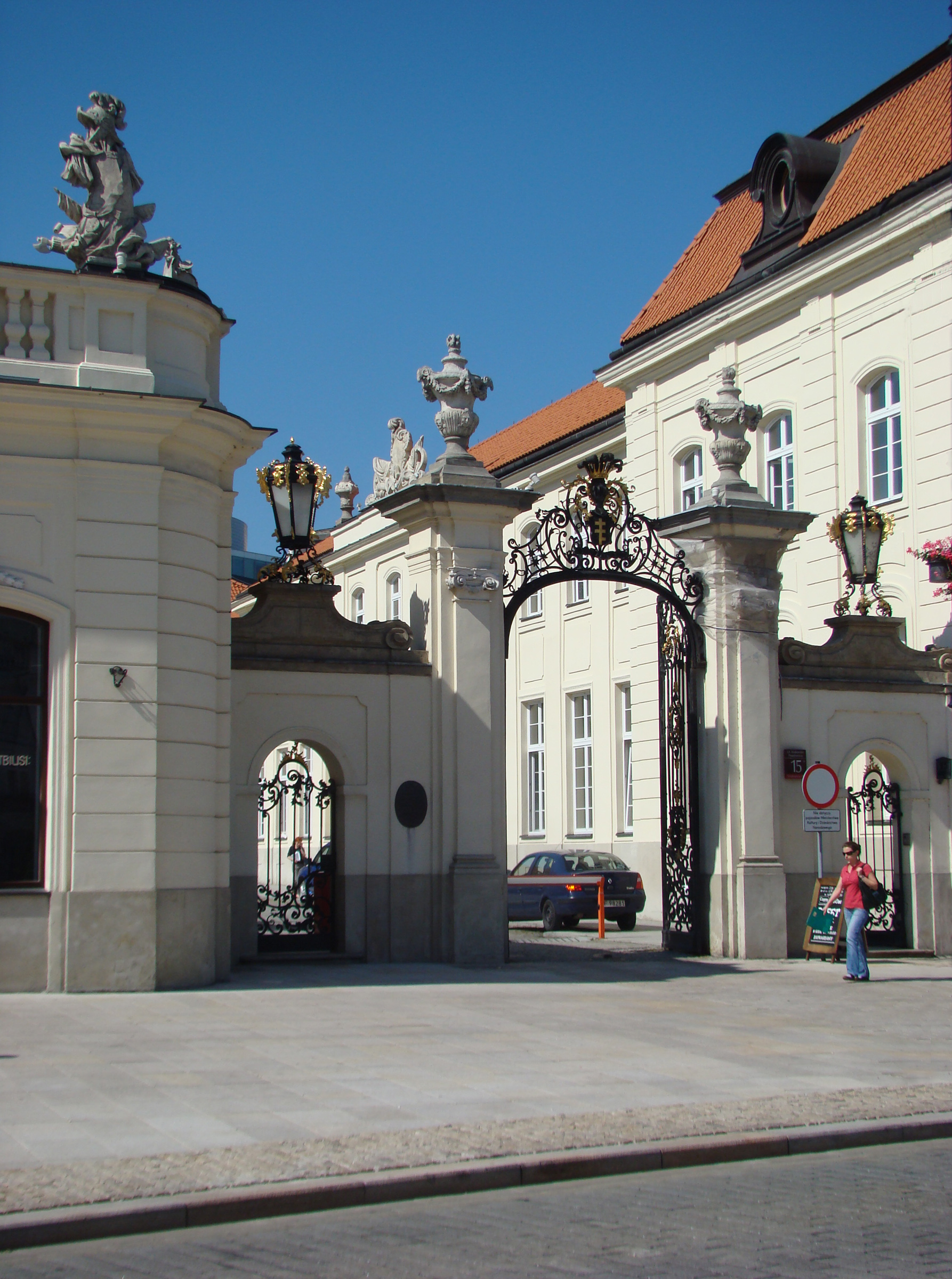
Tor zum Potocki-Palast in der Warschauer Innenstadt

#### Mokotów-Palais („Mon Coteau“)
Einen heute als Szuster-Palais bezeichneten, kleinen eingeschossigen Palast ließ die Fürstin in den 1770er Jahren von dem Architekten Ephraim Schröger in einem Dorf außerhalb Warschaus anstelle eines anderen Wohngebäudes errichten. Simon Gottlieb Zug und Johann Christian Schuch entwarfen den dazugehörenden englischen Landschaftspark (Park Morskie Oko), der die hier rund 20 Meter abfallende, eiszeitliche Weichselböschung einbezog. Das Gesamtensemble bestand aus mehreren Nebengebäuden und dekorativen Bauten in der Parklandschaft. Der Name des heutigen Ortsteils von Warschau (Mokotów) entstand aus der Bezeichnung „Mon Coteau“ (Mein Hügel), den Lubomirski – auf die Weichselböschung bezogen – dieser Anlage gab.

#### Weitere Residenzen
Das am Warschauer Königstrakt gelegene, heute als Potocki-Palast bezeichnete Stadtschloss der Familie Czartoryski ging 1782 nach dem Tode ihres Vaters an Lubomirska über. In den folgenden Jahren wurden die Fassade wie ein Teil der Innenräume unter Simon Gottlieb Zug im klassizistischen Stil umgebaut, dabei wurde auch ein Portikus angefügt. An den Arbeiten waren auch Johann Christian Kamsetzer und der Maler Antonio Tombari beteiligt. 1799 erhielten die Lubomirska-Tochter Aleksandra und ihr Mann Stanisław Kostka Potocki den Palast.
Das Palais in Natolin bei Warschau hatte August Aleksander Czartoryski von Szymon Bogumił Zug errichten lassen; bei seinem Tode war es noch nicht fertiggestellt. Seine Tochter setzte die Bauarbeiten fort, die etwa 1784 abgeschlossen waren. Ab 1787 überließ sie dann auch diese Anlage (Bestandteil des Güterbezirks von Schloss Wilanów) Aleksandra und Stanisław Kostka Potocki zur Nutzung. Auch das Krasiński-Palais im heutigen Warschauer Stadtteil Ursynów gehörte zu Lubomirskas Besitz.
In Przeworsk erwarb Lubomirska einen Palastkomplex aus dem 17. Jahrhundert. In ihrem Auftrag wurde ein im Stil der Spätrenaissance erbauter Gutshof zu einem kleinen Palast des englischen Klassizismus erweitert. Bei dem Umbau waren die auch in Łancut tätigen Architekten Jan Griesmayer und Chrystian Piotr Aigner sowie der Stuckateur Fryderyk Baumann beteiligt. Den Palast erhielt später der Ziehsohn Henryk als Geschenk.
In Krzeszowice ließ die Fürstin vom Architekten Szczepan Humbert in den 1780er Jahren den klassizistischen Palast „Vauxhall“ errichten.

### Kulturförderin
Lubomirska war eine rege Theaterbesucherin. Sie unterhielt an mehreren ihrer Paläste eigene Bühnen und besuchte bei ihren Reisen in die europäischen Großstädte stets deren Theater. Anders als heute wurden in den Theatern im ausgehenden 18. Jahrhundert auch Opern, Kabarett oder equilibristische Vorstellungen gegeben. Für die Fürstin schrieb Franciszek Karpiński „Das Lied über die Geburt des Herrn“, auch bekannt unter dem Titel „Gott ist geboren“. Ihrer Tochter zu Ehren schrieb Cyprian Kamil Norwid einen Panegyrikus.
An ihren Bühnen – vor allem in Łancut – beschäftigte sie bekannte Künstler der Zeit. So wurde Peter Hänsel im Jahr 1791 ihr Konzertmeister in Wien; ab 1796 mit einem festen Jahresgehalt. Der Schriftsteller Jan Potocki lebte lange Zeit auf ihrem Łańcuter Besitz.
1779 legte sie den Grundstein zum Bau des vom Architekten Bonawentura Solari (1735–1805) entworfenen, heute nicht mehr bestehenden Warschauer Nationaltheaters am damaligen Plac Komisji. Sie gehörte auch zu den Spendern zum Bau des Warschauer Collegium Nobilium.

### Politisches Engagement
Die Fürstin gehörte zu den prominentesten Persönlichkeiten Polens im 18. Jahrhundert und beteiligte sich aktiv – wenn auch nicht in offiziellen Funktionen – an der Politik des Landes. Sie agierte im Hintergrund, versuchte für ihre Positionen die Unterstützung des polnischen Adels wie auch ausländischer Höfe zu gewinnen. Lubomirska befürwortete die französische Lebensart und eine Annäherung Polens an das Königreich Frankreich. Sie lehnte den Einfluss des Russischen Kaiserreiches auf die polnische Politik ab; damit stellte sie sich zunehmend gegen Poniatowski, der mit russischer Unterstützung den polnischen Thron gewonnen hatte. Sie war eine Anhängerin des Ancien Régime und lehnte die Französische Revolution und Napoleons Machtergreifung ab.
Nach der Revolution waren die Bourbonenprinzen und späteren Könige Ludwig XVIII. und Karl X. zu Gast in Łańcut. Ebenso hielt sich auch Maria Karolina von Neapel hier eine Zeitlang auf. Aus ihrer Residenz in Łańcut brach 1794 auch Tadeusz Kościuszko auf, der von hier nach Krakau marschierte und dort den nach ihm benannten Aufstand ausrief. Auch wenn Lubomirska so Kontakt mit polnischen Freiheitskämpfern hielt, stand sie dennoch der patriotischen Bewegung Polens, die sich gegen die Teilungen des Landes wandte, skeptisch gegenüber. Sie weigerte sich, diese Bewegung direkt zu unterstützen. Überhaupt zog sie die westeuropäischen Traditionen und Sitten denen in Polen vor. Sie sprach französisch; die polnische Sprache war ihrer Meinung nach dem einfachen Volk bestimmt.
Die Fürstin wurde 1783 ein Mitglied der Freimaurer-Adoptionsloge „Dobroczynność“ (Nächstenliebe). Zum Ende des 18. Jahrhunderts unterstützte Lubomirska die Ansiedlung von deutschen Kolonisten in der zu ihrem Besitz gehörenden Ortschaft Skole. Zu jener Zeit wurde hier auch eine deutsch-jüdische Schule eröffnet.